# كيبلر إنتراكتيف
كيبلر إنتراكتيف (بالإنجليزية: Kepler Interactive) هي شركة نشر ألعاب فيديو بريطانية تأسست في عام 2021، ويقع مقرها في لندن. تتكوّن الشركة من تحالف مشترك بين عدة استوديوهات ألعاب مستقلة، من أبرز الألعاب التي نشرتها: سيفو، سكورن، وكلير أوبسكور: البعثة.

## التاريخ
تأسست كيبلر إنتراكتيف على يد أليكسيس غارافاريان، أحد مؤسسي صندوق تمويل الألعاب "كاولون نايتس"، بالشراكة مع سبعة استوديوهات مستقلة، من بينها إيه 44، وسلوكلاب، وأواسب، وإيب سوفتوير.
حصلت الشركة على تمويل بقيمة 120 مليون دولار من شركة نت إيز الصينية، ما ساهم في دعم مشاريعها المبكرة آنذاك; سيفو وسكورن.وفي عام 2023، أسست الشركة وحدة نشر مستقلة باسم "كيبلر غوست"، لتقديم خدمات النشر والتسويق لمطوري الألعاب المستقلين.ومع توسعها، انضمّت إلى المجموعة استوديوهات جديدة مثل جنتلبروز، وساندفول إنتراكتيف، وتاكتيكال أدفنتشرز.
وفي 2025، أطلقت الشركة لعبة كلير أوبسكور: البعثة 33، والتي حظيت بإشادة نقدية كبيرة.

## الألعاب المنشورَة
من أبرز الألعاب التي نشرتها كيبلر إنتراكتيف:
| السنة | العنوان                 | المنصّات                              | المطوّر            |
| ----- | ----------------------- | ------------------------------------ | ----------------- |
| 2022  | سيفو                    | ويندوز، بلاي ستيشن، إكس بوكس         | سلوكلاب           |
| 2022  | سكورن                   | ويندوز، إكس بوكس سيريس               | إيب سوفتوير       |
| 2023  | تشيا                    | ويندوز، بلاي ستيشن، إكس بوكس         | أواسب             |
| 2024  | باسيفيك درايف           | بلاي ستيشن 5، ويندوز                 | آيرونوود ستوديوز  |
| 2024  | فلينتلوك: حصار الفجر    | بلاي ستيشن، ويندوز، إكس بوكس         | إيه 44            |
| 2025  | كلير أوبسكور: البعثة 33 | بلاي ستيشن 5، إكس بوكس سيريس، ويندوز | ساندفول إنتراكتيف |

## وصلات خارجية
- الموقع الرسمي لشركة كيبلر إنتراكتيف